# 1960년 동계 올림픽 남아프리카 연방 선수단
1960년 동계 올림픽 남아프리카 연방 선수단은 미국 스쿼밸리에서 개최된 1960년 동계 올림픽에 참가한 올림픽 남아프리카 연방 선수단이다.

## 피겨 스케이팅
여자 싱글
- 마리온 세이지 – 23위
- 파트리샤 이스트우드 – 25위

페어
- 마르셀 매튜스, 귄 존스 – 13위

## 참조
- 올림픽 공식 결과 보관됨 2012-02-04 - 웨이백 머신